# Lyonetia ledi
Lyonetia ledi is een vlinder uit de familie sneeuwmotten (Lyonetiidae). De wetenschappelijke naam is voor het eerst geldig gepubliceerd in 1859 door Wocke.
De soort komt voor in Europa.